# Nathan Hale
Nathan Hale (Coventry, 6 giugno 1755 – New York, 22 settembre 1776) è stato un militare statunitense, soldato della Continental Army durante la Guerra d'indipendenza americana.

## Biografia
Generalmente è ritenuto la prima spia americana: si propose come volontario per una missione di intelligence, ma fu catturato dai britannici. Celebre è la frase che sembra aver pronunciato prima di essere impiccato, alla fine della battaglia di Long Island: "Mi spiace solo di non avere che una sola vita da dare al mio paese" ("I only regret that I have but one life to give my country"). Hale è stato a lungo considerato un eroe dagli americani, ma solo nel 1985 è stato ufficialmente designato come eroe di stato del Connecticut.